# 韦德防御
韦德防禦是國際象棋的一種開局方式，走法為：
1. d4 d6 2. Nf3 Bg4 